# Poliana Fatima Sousa de Jesus
Poliana Fatima Sousa de Jesus (Uberaba, 2 de dezembro de 1986) é uma atleta paralímpica brasileira.

## Biografia e carreira
Sousa é natural de Uberaba, Minas Gerais. Ela foi atropelada aos quatro anos de idade e ficou paraplégica. Iniciou na natação aos sete anos de idade, apenas como passatempo, porém com o passar do tempo começou a competir. A técnica do clube que nadava lhe apresentou o atletismo em 2007 e ela migrou para a modalidade. Já no ano seguinte, se classificou para os Jogos Paralímpicos de Pequim 2008.
Nos Jogos Paralímpicos Rio 2016, Sousa ficou em sexto lugar no arremesso de peso classe F54. Já no lançamento de dardo, ela ficou em quinto, com 13,96m.
Nos Jogos Parapan-Americanos de Lima 2019, Sousa havia sido bronze no lançamento de dardo, porém a norte-americana Sebastiana Lopez, que havia ficado com a prata, foi desclassificada e suspensa por quatro anos pela por violação da regra antidoping. Assim, Sousa herdou sua medalha.
Nos Jogos Paralímpicos de Tóquio 2020, disputou a final do arremesso de peso ficando na sétima colocação ao atingir a marca de 5,68m.

## Principais conquistas
- 2019: Jogos Parapan-Americanos, lançamento de dardo – prata[5][6]